# 海のふた
『海のふた』（うみのふた）は、よしもとばななの小説。2003年11月から2004年5月まで、読売新聞に連載された。よしもとにとっては、初の新聞連載小説となる。2004年にロッキング・オンから単行本が刊行され、2006年6月25日に中公文庫版が出版された。
2015年に映画化、7月18日に公開された。

## あらすじ
都会での仕事が合わないと感じたまりは、ふるさとの西伊豆で、夢だった大好きなかき氷とエスプレッソの店を始める。大切な祖母を亡くしたばかりのはじめと共に。

## 映画
2015年7月18日に関東地方で公開された。監督は豊島圭介。初日には、新宿武蔵野館で豊島監督、菊池亜希子、三根梓による舞台挨拶が行われた。

### キャスト
- まり - 菊池亜希子
- はじめ - 三根梓
- オサム - 小林ユウキチ
- まりのお母さん - 天衣織女
- まりのお父さん - 鈴木慶一

### スタッフ
- 原作 - よしもとばなな
- 監督 - 豊島圭介
- 脚本 - 黒沢久子
- 主題歌 - 蘭華「はじまり色」（avex trax AVCD-83309。2015年7月22日発売。MV。）
- 挿入歌 - 原マスミ「海のふた」
- 配給・宣伝 - ファントム・フィルム
- 制作プロダクション - スローラーナー
- 製作 - 「海のふた」製作委員会（バンダイビジュアル、テンカラット、ファントム・フィルム、アサツー ディ・ケイ）
- ロケ地 - 静岡県伊豆市土肥温泉

### 主題歌
エンディングに使われている主題歌「はじまり色」はシンガーソングライターの蘭華が、映画化に当たって作詞、作曲、歌唱を担当した。豊島圭介監督から浮遊感を出すように注文があり、脚本を読んだり、ロケ地の土肥温泉を訪問してイメージを膨らませて先に曲を作った。詩が浮かんだのは映画に登場するかき氷を監修した神奈川県藤沢市の「埜庵」のふわふわしたかき氷を実際に食べた時であった。ファルセットを生かした透明感のある歌声とあわせて、映画のイメージに合う主題歌となった。

### DVD
- 『海のふた』（バンダイビジュアル、2015年12月24日発売。リージョン2。）
  - 特装限定版には菊池亜希子イラストによる「とうみつくま」特製缶バッジミラー付。